# Дениев, Альви Алиевич
Альви́ Али́евич Дени́ев (Сутарби́) (15 мая 1932, Грозный, Северо-Кавказский край — 25 мая 1985, Самашки, Чечено-Ингушская АССР) — советский чеченский актёр, Народный артист Чечено-Ингушской АССР.

## Биография
Родился 15 мая 1932 года. В 1937 году был репрессирован его отец. В школу Альви пошёл в старой отцовской шинели, которую ему перешила мама, и отцовской будёновке.
В годы депортации учился в вечерней школе, работал токарем на заводе.
Дениев хорошо рисовал и танцевал, у него были прекрасные вокальные данные, он исполнял арии известных опер, мечтал поступить в консерваторию.
После разоблачения культа личности И. В. Сталина началось возрождение чеченской культуры. Одним из элементов новой политики стало возрождение чеченского государственного ансамбля песни и танца. От желающих записаться не было отбоя. К тому же прошёл слух, что артисты смогут первыми вернуться на родину. Дениев выдержал отбор и был включён в состав ансамбля.
После возвращения переселенцев в Чечено-Ингушетию был воссоздан Чечено-Ингушский государственный драматический театр и Дениев перешёл в труппу театра. Вскоре ему была доверена одна из главных ролей в спектакле по пьесе Халида Ошаева «Асланбек Шерипов».
Репертуар театра постепенно расширялся, а Дениев закрепился в труппе как один из главных исполнителей, главным образом, комических ролей. Одно его появление на сцене вызывало смех в зале.
Исполнил несколько ролей в кино. После участия в съёмках фильма «Я буду танцевать» ему было присвоено звание Заслуженного артиста Чечено-Ингушетии.
Режиссёр театра Гарун Батукаев восстановил бывший в довоенном репертуаре созданный по мотивам фольклорного материала спектакль Нурди Музаева «Мекхаш-Мирза» («Мирза-усач»).
Бедный крестьянин Мирза-усач — выразитель народной мудрости — красочно обрисован драматургами. Он сродни таким персонажам классической драматургии, как Фигаро Бомарше или мольеровский Скапен. Мирза так же, как они, умён, хитёр, энергичен и весел, и если иногда плутует, то лишь для того, чтобы наказать тех, кто обманывает и разными путями грабит простых людей
— писал об этом спектакле театральный критик И. Балкосадский в газете «Грозненский рабочий» в марте 1961 года.
В мае 1965 года состоялась премьера комедии «Бож-Али» по одноимённой пьесе драматурга, прозаика и поэта Абдул-Хамида Хамидова. В спектакле были заняты лучшие артисты театра: Асет Исаева, Тамара Алиева, Хава Хакишева, Таибат Саиева, Халимат Мустапаева, Хамид Чимаев, Яраги Зубайраев, Юсуп Идаев, Муталип Давлетмирзаев. Но Дениев, игравший спекулянта Сутарби, не потерялся на их фоне. Он играл в этом спектакле более 500 раз за более чем двадцать лет. Все эти годы спектакль шёл с полным аншлагом, а фразы из него стали крылатыми и разошлись на цитаты. После премьеры спектакля имя этого персонажа прочно закрепилось за Дениевым. Он стал всеобщим любимцем.
Это было дитя. Большое дитя… Гениальный комик. Я уверена, что он мог бы покорить мировую сцену. Самое поразительное в его таланте было то, что он не был ни на кого похож. Когда в театр приехала комиссия, они так и сказали: нам не с кем его сравнить! Это был Божий дар. Такие артисты рождаются раз в сто лет... Альви был очень органичен и непосредственен. Он не играл, он жил на сцене! «Бож-Али» смотрели все. Женщины приходили с грудными детьми, в зале можно было увидеть даже людей в инвалидных колясках. 300 аншлагов за год! Люди не могли насытиться этим зрелищем.  Хохот в зале стоял такой, что слышно было даже на улице. А однажды Сутарби прикрикнул со сцены во время спектакля на женщину, которая пришла с ребёнком, но вскоре, увлечённая игрой актёров, совершенно перестала следить за своим шалуном: «Женщина, смотри за своим ребёнком!» До сих пор помню, с каким трудом нам, артистам, удавалось сдерживать смех, ведь спектакль продолжается, мы на сцене и надо доиграть до конца. В ответ на реплику Альви последовали шутки из зрительного зала. Сутарби везде успевал, так что вскоре зал буквально стонал от смеха. Я видела, как одного дядечку с большим животом увезла «скорая»... Где-то после третьего акта у него от смеха что-то там защемило в животе,
— рассказывала Заслуженная артистка РСФСР Зулейхан Багалова.
Мы все любили смотреть на него из-за кулис. Что он вытворял! Это был фонтан… Он умел поражать зрителя и партнеров на сцене непредсказуемостью творческой импровизации. При этом не отходил от режиссёрской канвы. Даже если он просто прохаживался по сцене, это уже было зрелище! А когда у него было вдохновение, то зритель просто падал с кресел со смеха… В исполнении Альви любая эпизодическая роль становилась главной. Его имени было достаточно, чтобы народ повалил на спектакль. Его не называли по имени — Альви, он был и остается для всех Сутарби. Когда мы привозили «Бож-Али» без Альви, нас смотрели только из уважения к театру. А стоило Альви выйти из автобуса, народ устремлялся к сцене… Но он не умел работать на камеру. Ему нужен был живой зритель, живой контакт,
— вспоминал Народный артист РСФСР Муса Дудаев.
Погиб в автомобильной аварии 25 мая 1985 года, когда театр ехал с гастролями в Самашки.

## Семья
В 1955 году женился. Первенца назвали Казбич. В 1976 году из-за постоянных застолий семья распалась. Дениев женился вторично. У него родились две дочери.

## Память
- В 1992 году Театральная площадь в Грозном была переименована в площадь имени Альви Дениева.
- В 2003 году в Чечне издавался юмористический журнал «Сутарби».

## Спектакли
- «Асланбек Шерипов» (Тымчук);
- «Храбрый Кикила»;
- «Волны Терека» Магомеда Мусаева;
- «Бессмертные» Абдул-Хамида Хамидова (Бульба);
- «Бунт невесток» С. Ахмадова (Махкаш);
- «Оптимистическая трагедия» Всеволода Вишневского (Вожак);
- «Шутки Чоры», народная комедия (Чора);
- «Самые дорогие» Нурдина Музаева (Элабек);
- «Аршин мал Алан» Узеира Гаджибекова

и многие другие.

## Фильмография
- 1962 «Я буду танцевать» — Абдулла
- 1979 «Горская новелла» — Ахмед
- 1979 «По следам Карабаира» — объездчик
- 1980 «Кольцо старого шейха» — Якуб Сиюхов
- 1984 «Приходи свободным» — Сираждин